# Franz-Xaver Attenberger
Franz-Xaver Attenberger (19 de julho de 1915 - 9 de agosto de 1991) foi um oficial alemão que serviu na  durante a Segunda Guerra Mundial. Foi condecorado com a Cruz de Cavaleiro da Cruz de Ferro.